# Colônia David Campista
A Colônia David Campista foi um núcleo de colonização estrangeira, de origem predominantemente alemã, criada em 5 de fevereiro de 1921 pelo então presidente do estado de Minas Gerais, Artur Bernardes. O núcleo colonial foi criado em terras da fazenda "Cachoeira do Picão" no município de Bom Despacho. A criação da colônia se deu pelo decreto Nº 5.560 de 5 de fevereiro de 1921 e sua emancipação pelo decreto Nº 2.264 de 26 de julho de 1946.
A colônia recebeu o nome em homenagem ao político e diplomata brasileiro, David Morethson Campista. Tinha uma área de 1.320 hectares onde foram instaladas 50 moradias definitivas, as quais abrigaram 274 pessoas.

## A escola
O decreto Nº 5.652 de 24 de maio de 1921 criou uma escola mista em cada uma das colônias localizadas no município de Bom Despacho. A escola da Colônia David Campista a princípio funcionou no prédio da sede da fazenda em uma parte adaptada para esta função, mas em agosto de 1933 a escola receberia um sede própria.
O pastor luterano Viktor Schwaner de Juiz de Fora visitou a Colônia David Campista em 24 de abril de 1933. Relatou que o então professor, Sr. Hugo Bock, ensinava os alunos na língua alemã e portuguesa e dava-se por satisfeito pelo rendimento de seus alunos. O professor ensinava também canto aos alunos enquanto os acompanhava com seu violão. O relato adiciona que não havia ensino religioso, mas que o professor ministrava o ensino de moral com base cristã. Alunos mais avançados se reuniam na escola no período da tarde para um curso de aperfeiçoamento.
O pastor ainda relatou que o recinto adaptado à escola na sede da fazenda deixava muito a desejar. Reforçando mais ainda a necessidade de uma sede própria para a escola que, segundo o relatório, seria inaugurada em agosto daquele ano.
O Sr. Bock fora cedido pela Liga Nacional de Professores Teuto-Brasileiros, sediada em São Paulo, a pedido dos colonos residentes nesta colônia. O Sr. Bock eventualmente cedeu lugar ao professor Paul Gerards, tido como intelectual entre seus patrícios, e este ao Sr. Friedrich Wilhelm Janson. O Sr. Janson mais tarde fora acusado de fundar um núcleo nacional socialista nesta colônia onde supostamente chegara a distribuir publicações como propaganda proveniente do Deutscher Fichte-Bund e o jornal Der Stürmer.

## As famílias
Algumas das famílias que viveram na Colônia David Campista:
- Berger
- Bock
- Brack
- Breitenbaum
- Brulhardt
- Butschkan
- Eckert
- Eppenstein
- Evers
- Feistel
- Fischer
- Gendorf
- Gerards
- Halvin
- Hahn
- Janson
- Karst
- Kaulich
- Katthagen
- Kettrup
- Klein
- Klezewsky
- Klimachewski
- Knischewsky
- Korell
- Lotze
- Michalski
- Peifer
- Polatscheck
- Reimer
- Röppe
- Schneidereit
- Seidler
- Westermann
- Weiser
- Zellin

Diversos registros contendo nomes de pessoas das famílias acima citadas podem ser encontrados nos cartórios de registro civil do município de Bom Despacho. Nascimentos foram encontrados nos livros 3A, 4A, 5A e 6A, casamentos nos livros 4B, 5B, 7B e 8B e óbitos nos livros 2C, 3C e 4C.

## O cemitério
Na Colônia David Campista encontra-se ainda um cemitério onde estão enterrados 21 colonos. A maior parte originalmente pertencentes a esta colônia, mas alguns da vizinha Colônia Álvaro da Silveira.
Descansam ali integrantes das famílias:
- Berger
- Brack
- Kettrup
- Klezewsky
- Kohnert
- Korell
- Michalski
- Primus
- Schneidereit
- Seidler
- Westermann
- Zellin

Sobre o pórtico de entrada do cemitério, lê-se: Imigrantes da Colônia. O cemitério dos imigrantes da colônia pode ser encontrado aproximadamente nestas coordenadas: 19° 41' 38.4" S 45° 15' 9.5" O